# Marinha Real Indiana

Insígnia naval

Bandeira naval

A Marinha Real Indiana (Royal Indian Navy, (RIN)) foi a força naval da Índia britânica. Em conjunto com os Exércitos Presidenciais, mais tarde com o Exército da Índia Britânica e, a partir de 1932, com a Força Aérea da Índia, foi uma das forças armadas da Índia Britânica. 
A Marinha Real Indiana foi criada em 1612. Depois da Partição da Índia em dois estados independentes, em 1947, os bens da marinha e o seu pessoal foram separados com a criação da Marinha do Paquistão. Aproximadamente dois terços da frota permaneceu no Domínio da Índia, tal como os bens terrestres dentro do seu território, e esta força, sob a designação Royal Indian Navy, tornou-se na marinha da União da Índia até a Índia se tornar uma república em 26 de Janeiro de 1950. Passou então a chamar-se de Marinha Indiana.